# Wilhelm Liebknecht
Wilhelm Liebknecht (Gießen, 29. ožujka 1826. – Berlin, 7. kolovoza 1900.), njemački političar.
U mladosti je bio revolucionarni demokrat. Sudjelovao je u revoluciji u Njemačkoj od 1848. do 1849. godine. Poslije sloma Badenskog ustanka emigrira najprije u Švicarsku, odakle je protjeran, a zatim u London, gdje je živio do 1862. godine. Tu je pod utjecajem Marxa i Engelsa postao socijalist. Vrativši se poslije amnestije u Prusku, bio je dopisnik različitih njemačkih i inozemnih listova radeći na širenju ideje Prve internacionale i na organiziranju njenih sekcija u Njemačkoj. Godine 1865. prisiljen je napustiti Prusku. Zajedno s Bebelom 1869. godine osnovao je Socijaldemokratsku radničku partiju, čiji je poslanik bio u Reichstagu.
Za Francusko-pruskog rata istupao je protiv osvajačkih planova junkera i buržoazije, protiv aneksije Alsacea i Lotaringije, zbog čega je izveden pred sud, optužen za veleizdaju i osuđen na dvije godine zatvora. Bio je odgovorni urednik "Vorwärts-a", centralnog organa Socijaldemokratske partije, a aktivno je sudjelovao u organiziranju Druge internacionale i na njenim kongresima. Za vrijeme zakona protiv socijalista praktički je upravljao ilegalnom Partijom. Bio je izvrstan agitator i propagandist, te autor velikog broja knjiga i brošura.

## Djela
- "Protiv militarizma i protiv novih poreza",
- "Što su socijaldemokrati i što hoće",
- "Povijest Francuske revolucije".